# 基隆市工作委員會案
基隆市工作委員會案，又名基隆中學事件，為1949年至1950年發生於基隆市的匪諜案件，一般視之為台灣白色恐怖時期的早期案件之一。2017改編為遊戲《返校Detention》藍本，2019年改編為電影《返校Detention》。

## 背景
1946年8月，鍾浩東（知名作家鍾理和之弟）接任臺灣省立基隆中學校長，鍾積極於延攬各方人才來擔任老師，向來是登門邀請，並透過人脈請求昔日好友推薦人才。鍾浩東於1947年二二八事件發生初期一度失蹤，基隆狀況危急，部份群眾衝入基中軍械庫搬走槍械，經過長時間平復後，鍾浩東於同年3月4日復職。
鍾浩東在學校主持時事討論會及小組學習，為基隆中學師生分析二二八事件的發生背景，囑咐學生勿輕舉妄動即可免於受到波及。

## 組織成立過程
由於當時的中華民國政府貪污腐敗事件頻傳，鍾浩東的思想日益左傾，受詹世平之邀加入中國共產黨，組訓學生自治會與讀書會，並於1947年7月秘密成立中國共產黨基隆中學支部。1948年秋天，中國共產黨基隆中學支部刻鋼板，由呂赫若為首出版地下刊物《光明報》，並由文筆優秀的國文老師藍明谷撰稿。1949年5月，更正式成立中國共產黨台灣省基隆市工作委員會。為籌措《光明報》的印報經費，鍾浩東邀其親戚即該校庶務課課長邱連球等四位朋友合夥在屏東縣開設地下錢莊「南台行」，並由邱連球就近負責。
鍾浩東隨即起用來自大陸的方弢為教務主任、陳仲豪為訓導主任，而方弢的太太張奕明正是中國共產黨基隆市工作委員會的領導人；並起用從東京大學回台的張國雄擔任校內英文老師。1949年5月，鍾浩東在蔡孝乾的指示下，將原有校內、校外兩個支部的基隆中學黨組擴大成立為「基隆市工作委員會」，並由校長鍾浩東擔任書記，藍明谷與李蒼降分任「工委」；下轄「造船廠支部」、「汐止支部」、「婦女支部」，並領導基隆要塞司令部、基隆市衛生院、水產公司等部門內的個別黨員與外圍群眾，積極建立基層組織；同時將《光明報》交由基隆中學女職員張奕明與鍾國員等，負責印刷出版，及傳遞、轉送各地黨員散發，以擴大宣傳。

## 破獲及逮捕
1949年5月19日，臺灣警備總司令部宣佈在臺灣實施戒嚴。台北的治安情報機關早在1948年秋天即接獲《光明報》在基隆中學出現之事，戒嚴後深入調查。隨後國防部保密局接獲密報指出國立臺灣大學法律學院學生林榮勛、孫居清等人有散發「反動傳單」、「為匪張目」等情事，藉此判斷《光明報》發刊地極有可能設於臺大內部。經過長期追蹤後查知：臺大法學院畢業後任職於某公司的王明德（王世堅的父親）多次郵寄《光明報》給自己女友，並表明其黨員身份。王明德遂於1949年8月18日遭警方檢查戶口時被扣押。1949年8月23日，保密局借提王明德，王明德坦承郵寄《光明報》等事情，並供出他的組織關係屬於「省工委以下的成功中學支部」及同一支部的王子英等數人。到破獲為止，《光明報》共出版21期。
保密局從王明德開始陸續破獲了「成功中學支部」、「臺大法學院支部」、「基隆中學支部」及「基隆市工委支部」等組織系統。從王明德被捕的消息傳出後，組織臺大法學院工作的臺大學生兼基中教師戴傳李恰好與擔任臺大法學院學生自治會主席兼台大學生自治會聯合會總主席的林榮勛和孫居清等人，南下高雄於孫居清家鄉下的魚塭附近渡假。林榮勛於理髮店被國民黨特務發現。8月27日晚間，戴傳李在內等多名臺大法學院學生被逮捕。王明德招供後，被捕者包括戴傳李、王子英、姚清澤、鄭舜茂、許遠東、林添財、林榮勛、孫居清及吳振祥等人。
鍾浩東得知光明報遭破獲後，即指揮相關人員撤退事宜。同年八月底，其妻蔣碧玉與其任職於圖書館管理員的妹妹戴芷芳在學校宿舍被捕，卻不見鍾浩東身影。9月2日晚間，保密局特務再到基隆中學校長宿舍，宣稱要全力搜捕鍾浩東。9月8日，藍明谷曉得東窗事發後，向鍾里志、王荊樹等相關成員傳達了撤退指示，並與其妻張阿冬逃往高雄縣岡山鎮（今高雄市岡山區）老家。隔日清晨，大批軍警包圍基隆中學，共逮捕4名教師、3名職員和2名學生，南臺行亦受到波及。戴傳李被捕兩週後，鍾浩東也被逮捕歸案。
藍明谷首先藏身妹夫楊再仁家，而後他又到美濃尖山與基隆中學數學老師鍾理志、李旺輝碰頭，暫時躲在鍾家後山。同年12月，已被捕的鍾校長被移送保安司令部內湖新生總隊感訓。鍾浩東被點名發言時，總是起立表示說：「我沒有什麼話好講」。據瞭解鍾浩東對於職員與學生受到牽連而自責無比，一連提出好幾份申請退訓的報告。教職員張奕明等四人則在12月10日被槍決。
1950年初，藍明谷等人分道揚鑣，藍明谷轉投靠出事前退休的總務主任鍾國輝，無奈九月底鍾國輝與李旺輝被捕，藍明谷基於自身投靠者相繼被捕，同年12月28日決定前往高雄市警察局第一分局投案，結束逃亡生涯，涉案者至此全部被逮捕。

## 審判與處決
1949年12月10日包括基隆中學教員張國雄、張弈明、鍾國員、羅卓才、宜蘭中學教員談開誠等人被指控犯下「蒐集軍政情報，開展兵運工作，俾便於匪軍來犯時陣前策應，協助登陸」罪名而被槍斃。
值得一提的是，包括丘念台在內等多名臺灣士紳聯名曾於1950年春天多次向當局陳情，要求釋放思想犯。政府仍持續逮人，李旺輝後來和鍾國輝、陳英泰、周子良、黃清淵、梁良齊、張昌華、葉瑤瑞等幾乎同時被抓。鍾國輝判死刑外。陳英泰和周子良、黃清淵、梁良齊、張昌華、葉瑤瑞等各被處12年徒刑。李旺輝等人於1950年5月17日由基隆港被流放到綠島。
同年9月9日判決：鍾浩東、李蒼降等7人判處死刑，江支會判刑15年，王荊樹、許省五、許省六等6人判刑10年，蕭志明等2人判刑5年，曾碧麗、孫居清、張國隆3人判刑1年，王明德、游英、詹照光、戴傳李、許遠東、邱連球、邱連和、李南鋒、蔣碧玉、戴芷芳等20人交付感訓。鐘浩東仍於1950年10月14日遭到槍決，獄友唱其喜愛的「幌馬車之歌」送別。年後，國民黨軍警於後山追捕地下黨員，基中教師徐邁東遭到殺害。
總計在基隆中學事件及臺灣省五四學生運動中涉案被捕的除了多名老師外，也有畢業的校友及在校學生被捕判刑或感訓：包括第十六屆學生王春長，第十七屆學生江德龍、吳鶴松，第十八屆學生廖為卿，第十九屆學生連世貴、邱文瑞、李錦殖，戰後入學的張源爵及曹耿星等人；其中江德龍自1951年2月2日被捕，直至1963年3月才恢復自由。在該事件中，所有涉案的外省人全被判處死刑，本省人多被處感化教育，僅少數如鍾浩東、藍明谷被槍決。
1951年4月29日藍明谷在臺北馬場町被槍決。方弢則於1951年11月3日則與共產黨人士蔡堯山、莊阿開、游英、林天河一同被槍決。

## 参見
- 台北市工作委員會
- 中國共產黨台灣省工作委員會
- 返校
- 白色恐怖
- 二二八事件